# Castillejo de Mesleón
Castillejo de Mesleón is een gemeente in de Spaanse provincie Segovia in de regio Castilië en León met een oppervlakte van 27,24 km². Castillejo de Mesleón telt 130 inwoners (1 januari 2016).

## Demografische ontwikkeling
Bron: INE, 1857-2011: volkstellingen
Opm.: In 1857 werd de gemeente Sotos de Sepúlveda aangehecht